# Карнитин-пальмитоилтрансфераза I
Карнитин-пальмитоилтрансфераза I, также карнитинацилтрансфераза I, карнитинацил-СоА-трансфераза I или пальмитоил-CoA-трансфераза I (англ. Carnitine palmitoyltransferase I, сокр. CPT1) — митохондриальный фермент, одна из форм карнитин-О-пальмитоилтрансферазы (КФ 2.3.1.21 Архивная копия от 5 мая 2016 на Wayback Machine), относится к семейству ацилтрансфераз. Катализирует перенос ацильной группы (—COR) от молекулы ацил-CoA жирных кислот с длинной углеводородной цепью на молекулу карнитина, с образованием ацилкарнитина и свободной молекулы кофермента А. Часто продуктом реакции является пальмитоилкарнитин (откуда и название фермента), однако, в качестве субстрата могут выступать и другие остатки жирных кислот (ацильные группы —COR). Один из нескольких ферментов карнитиновой транспортной системы. Ген, кодирующий данный фермент локализуется в 11-й хромосоме — CPT1A Архивная копия от 10 сентября 2016 на Wayback Machine.
Существует 3 изоформы фермента: CPT1A, CPT1B и CPT1C. CPT1 связан с внешней митохондриальной мембраной. Активность данного фермента может быть снижена с помощью малонил-CoA (является ингибитором), промежуточный метаболит, участвующий в биосинтезе жирных кислот. Карнитин-пальмитоилтрансфераза I играет важную роль в различных метаболических нарушениях, таких как, например, диабет. Однако до сих пор неизвестна кристаллическая структура, вследствие чего его точный механизм действия остаётся неизвестным.

## Структура
СPT1 относится к интегральным мембранным белкам, который связан с внешней митохондриальной мембраной, посредством трансмембранных областей в пептидной цепи. Оба концевые N- и C- домены располагаются на цитоплазматической стороне мембраны.
Все три изоформы фермента встречаются в тканях млекопитающих. Печёночная изоформа (CPT1A или CPTI-L) локализуется в митохондриях всех клеток организма, за исключением клеток скелетных мышц и клеток бурой жировой ткани. Мышечная изоформа (CPT1B или CPTI-M) высокоэкспрессивный белок, образующийся в миокарде сердца, в клетках скелетной мускулатуры (миоцитах) и клетках бурой жировой ткани. Третья изоформа — мозговая (CPT1C), была выделена в 2002 году и располагается преимущественно в головном мозге и яичках. Об этой форме мало что известно.
Точная структура всех изоформ CPT1 до сих пор не определена, хотя на основе близкородственных CPT1 ферментов —  ацилкарнитинтрансфераз, таких, как карнитин-ацетилтрансфераза (CRAT) были созданы модели in silico.
Важным структурным различием между CPT1 и CPT2, CRAT и карнитин-октаноилтрансферазой (COT) является то, что CPT1 содержит дополнительный домен на N-конце, состоящий примерно из 160 аминокислот. Было установлено, что этот дополнительный N-концевой домен имеет важное значение для молекулы ключевого ингибитора фермента — малонил-CoA.
Было предложено два различных участка связывания, существующих в CPT1A и CPT1B. Участок А или участок СoA по-видимому, связывают как малонил-СоА и пальмитоил-СоА, так же и другие молекулы, содержащие кофермент А. Предполагают, что фермент связывает эти молекулы посредством взаимодействия с фрагментом кофермента. Было высказано предположение, что малонил-СоА может вести себя как конкурентный ингибитор CPT1A на этом участке. На втором — участке О полагают, что малонил-СоА связывается намного плотнее, чем на участке А. В отличие от участка A, участок O связывается с малонил-СоА через дикарбонильную группу малоната . Связывание малонил-СоА к ферменту участками А и О, ингибирует действие CPT1A путём исключения связывания карнитина ферментом.

## Механизм реакции
Ввиду того, что данные о кристаллической структуре фермента отсутствуют, точный механизм катализа  CPT1 до сих пор неизвестен. Пара различных возможных механизмов CPT1 постулировались, оба из которых включают в себя остаток гистидина — His473, служащего в качестве ключевого каталитического центра. Один из таких механизмов основан на модели карнитин-ацетилтрансферазы показан ниже, в котором остаток His473 депротонирует карнитин, в то время как располагающийся рядом остаток серина стабилизирует тетраэдрический интермедиат оксианиона.

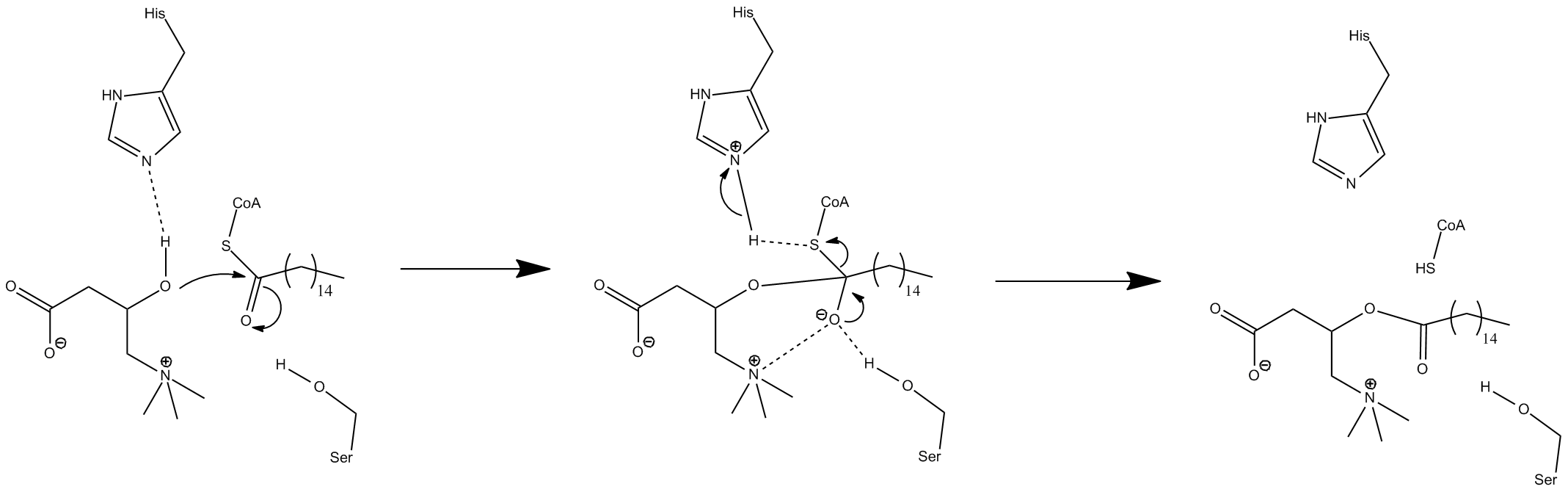
Механизм катализа карнитин-пальмитоилтрансферазы, основанный на модели карнитин-ацетилтрансферазы.

Другой механизм основывается, на предположении о том, существует так называемая каталитическая триада, состоящая из остатков аминокислот Cys-305, His-473, и Asp-454, которые осуществляют каталитический перенос ацила. Этот каталитический механизм включает формирование ковалентного тиоацил-фермент интермедиата с Cys-305.

### Биологические функции

Карнитиновая транспортная система. На схеме представлена структура и механизм переноса жирных кислот в виде ацил-CoA. Свободные жирные кислоты (СЖК) с малой и средней длиной цепи в виде эфиров — ацил-СоА легко диффундируют через мембраны митохондрий, однако, большинство таких жирных кислот имеет длинную углеводородную цепь, которая не позволяет свободно пройти через них. Для этого необходим переносчик, которым служит карнитин — 1. На поверхности внешней мембраны митохондрии имеется фермент, ацилирующий свободный карнитин до ацилкарнитина (карнитин-COR) 2 — карнитин-пальмитоилтрансфераза I (CPT1), который диффундирует через внешнюю мембрану и проникает в межмембранное пространство.

Карнитин-пальмитоилтрансферазная система является важной ступенью в бета-окислении длинноцепочечных жирных кислот. Длинноцепочечные жирные кислоты, такие как пальмитоил-СоА, в отличие от коротко- и среднецепочечных жирных кислот не могут свободно диффундировать через внутреннюю мембрану митохондрий (она непроницаемая), для этого перехода существует карнитиновый челнок, транспортирующий их в матрикс.
Карнитин-пальмитоилтрансфераза I — первый компонент системы и лимитирующий скорость химической реакции карнитиновой транспортной системы, катализирующий перенос ацильной группы от кофермента А на карнитин с образованием пальмитоилкарнитина. С помощью транслоказы (карнитин-ацилкарнитинтранслоказа, СACT) пальмитоилкарнитин посредством облегчённой диффузии (антипорт) переносится через внутреннюю мембрану митохондрии в матрикс.
Действуя в качестве акцептора ацильной группы, карнитин может также играть роль в регуляции внутриклеточного пула кофермента А:  соотношение ацил-CoA/CoА.

### Регуляция
CPT1 ингибируется малонил-СоА, хотя точный механизм ингибирования остаётся неизвестным. Изоформа CPT1 скелетных мышц и миокарда (CPT1B), как было показано, может быть в 30-100 раз более чувствительным к ингибированию малонил-CoA, чем аналогичная изоформа CPT1A. Данное ингибирование является хорошей целью для будущих попыток регулировать CPT1 в терапии метаболических нарушений.
Ацетил-СоА-карбоксилаза (АСС) — фермент, который катализирует образование малонил-СоА из ацетил-СоА , играет важную роль в регуляции метаболизма жирных кислот. Учёные продемонстрировали, что ACC2 нокаутных мышей приводят к уменьшение жира и веса по сравнению с диким типом мышей. Это является результатом сниженной активности ACC, которые вызывают последующее снижение концентраций малонил-СоА. Такие сниженные уровни малонил-СоА, в свою очередь предотвращают торможение CPT1, в результате чего происходит предельное увеличение окисления жирных кислот. Так как сердце и клетки скелетных мышц имеют низкую способность к синтезу жирных кислот, то АСС может выступать исключительно в качестве регулирующего фермента в этих клетках.

## Медицинское значение
У человек описан только дефицит "CPT1A" (дефицит карнитин-пальмитоилтрансферазы I). Это редкое заболевание, характеризующееся высокими рисками развития гипокетонимической гипогликемии, судорог, печёночной энцефалопатии, у новорождённых — внезапная младенческая смерть.
CPT1 связан также с сахарным диабетом 2-го типа и инсулиновой резистентностью.
Новые исследования, представленные на съезде в 2015 году Европейского комитета по лечению и исследованию рассеянного склероза (ECTRIMS) свидетельствуют о том, что CPT1 также может играть роль в патологии рассеянного склероза (РС). Исследователи обнаружили, что мутации в гене CPT1 появляются для защиты от рассеянного склероза в определённых популяциях. Данная гипотеза состоит в том, что увеличение метаболизма липидов может привести к димиелинизации нервных клеток (разрушению миелина), тем самым позволяя проведению аутоиммунной атаки на нервные клетки. Доктор философии Джон Дирк Ниланд и его коллеги из Университета Ольборг в Дании предоставили данные, показывающие, что в животных моделях, больных РС, CPT1 блокируется  молекулой, называемой этомоксир, скорее всего для смягчения симптомов этого заболевания . В настоящее время исследователи ищут поддержки для клинического исследование у больных людей.

## Взаимодействия с другими белками
Известно что CPT1 взаимодействует со множеством белков, в том числе из семейства NDUF, PKC1 и ENO1.
Нокаутированный CPT1A с помощью скрининга shRNA библиотеки ингибирует репликацию ВИЧ-1 в культуре Jurkat Т-клеток.